# یواس‌اس جاوا (۱۸۱۵)
یواس‌اس جاوا (۱۸۱۵) (به انگلیسی: USS Java (1815)) یک کشتی بود که طول آن ۱۷۵ فوت (۵۳ متر) بود. این کشتی در سال ۱۸۱۵ ساخته شد.